# Lureuil
Lureuil település Franciaországban, Indre megyében. Lakosainak száma 274 fő (2022. január 1.). Lureuil Douadic, Lingé, Martizay, Pouligny-Saint-Pierre, Tournon-Saint-Martin és Bossay-sur-Claise községekkel határos.

## Népesség
A település népességének változása:
| Lakosok száma | 302  | 215  | 281  | 275  | 267  | 266  | 263  | 257  | 263  | 274  |
|               | 1968 | 1982 | 1990 | 2006 | 2013 | 2015 | 2017 | 2019 | 2020 | 2022 |